# Бож-Кетун
Бож-Кетун (рум. Boj-Cătun) — село у повіті Клуж в Румунії. Входить до складу комуни Кожокна.
Село розташоване на відстані 306 км на північний захід від Бухареста, 20 км на південний схід від Клуж-Напоки.

## Населення
За даними перепису населення 2002 року у селі проживали 114 осіб, усі — румуни. Усі жителі села рідною мовою назвали румунську.